# Устричные фермы Аркашона
Устричные фермы Аркашона — преобладающий вид экономической деятельности (после туризма) в районе Аркашонского залива, расположенного на территории природной области Гасконских Ландов, во французском департаменте Жиронда рядом с городом Аркашон.
Аркашонский залив является одним из ведущих устричных центров во Франции, где выращивается вогнутая устрица (Crassostrea gigas).

## История

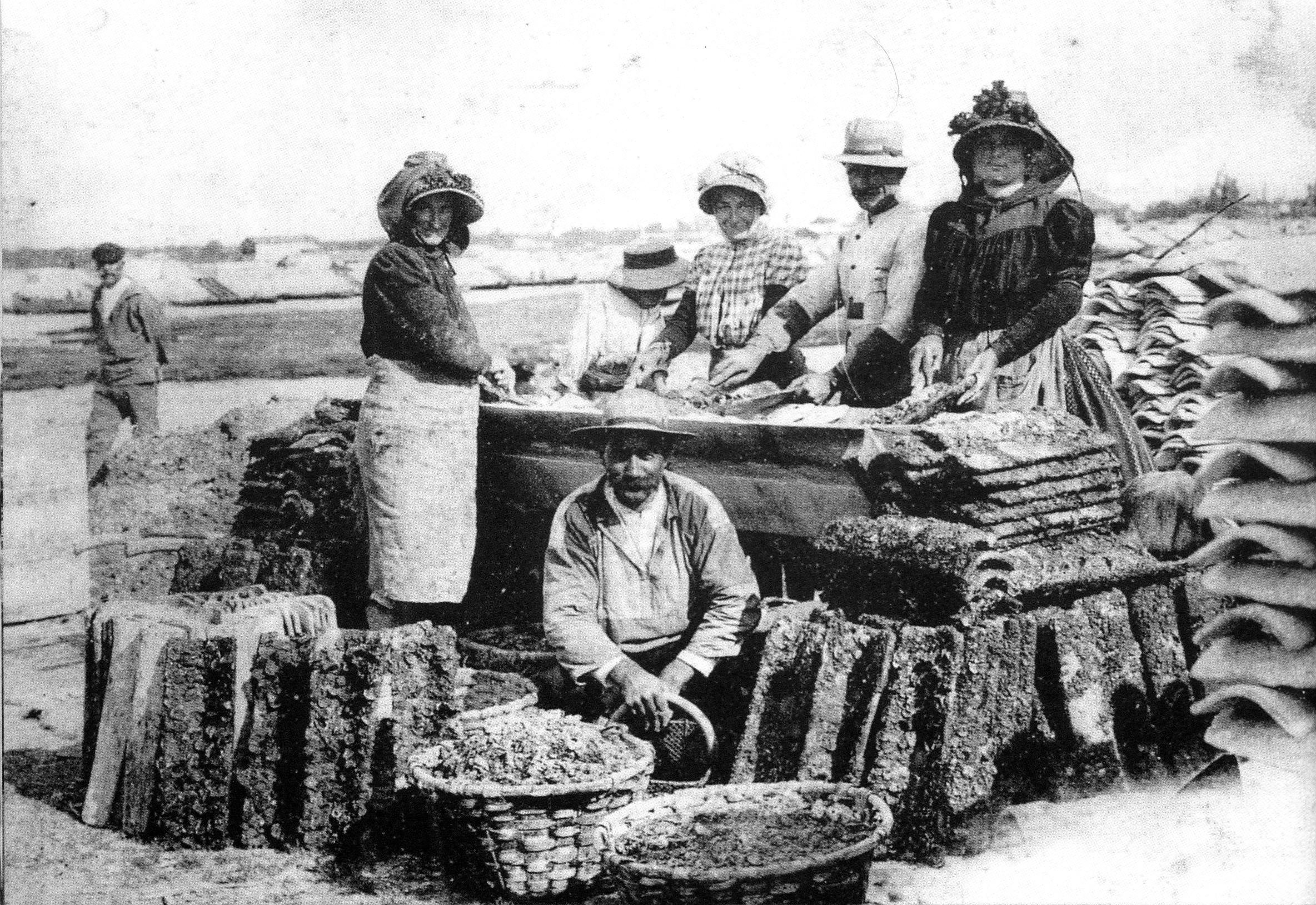
Первые шаги устричной отрасли в Аркашоне (XIX век)

### Первые шаги
В этом районе издавна собирали и употребляли в пищу диких устриц, о чём свидетельствуют некоторые манускрипты, датированные галло-римской эпохой. Устрицы, жившие тогда в Аркашонском заливе, принадлежали к виду плоских устриц, или «граветте» (Ostrea edulis). Активный устричный промысел начался в 1849 году, когда здесь были созданы первые во Франции императорские устричные парки. В 1865 году местный каменщик Жан Мишле придумал технологию «известкования» с целью усовершенствовать операцию детрокажа — процесса съёма устричной молоди, закреплённой на черепичных плитках, без повреждения раковины.

### Внедрениепортугальскойустрицы
В 1868 году судно «Morlaisien» с грузом португальских вогнутых устриц (Crassostera angulata), намеревалось укрыться в эстуарии Жиронды, спасаясь от приближавшегося шторма. Вследствие возникшей задержки устрицы стали портиться и капитан решил сбросить весь груз за борт. Но некоторые устрицы выжили в местной воде и даже стали размножаться. Спустя несколько лет португальские устрицы закрепились и размножились на всём протяжении гасконского побережья, в том числе и в Аркашонском заливе. К началу 1970-х годов португальская устрица полностью завоевала воды залива. Плоская граветте вымерла вследствие эпизоотии, случившейся в 1920-х годах. В 1924 году её разведение было полностью прекращено.

### Внедрениеяпонскойустрицы
В период между 1967 и 1971 годами заводчики устриц противостояли двум крупным эпизоотиям вирусного происхождения, из-за которых в Аркашонском заливе погибли последние плоские устрицы, а менее чем за 2 года умерли все португальские устрицы. В связи с этим случился самый серьёзный кризис в устричной отрасли Франции за всю её историю. Все устричные хозяйства залива оказались под угрозой разорения, в результате чего было принято решение массово импортировать вогнутые устрицы из Японии, Crassostrea gigas. В наше время в Аркашонском заливе выращивается исключительно японская устрица; оставшиеся дикие граветте встречаются в естественной среде крайне редко.

## Устричные порты Аркашонского залива
Южный берег залива, между коммунами Ла-Тест-де-Бюш и Гюжан-Местрас, несмотря на приверженность традициям, постепенно переходит к «индустриализации» устричного производства. Устричные пристани южной части залива вносят основной вклад в устричную отрасль Аркашона. На юге и юго-западе залива функционирует 10 пристаней.
Побережье северной части залива, где расположены пристани Касси, Лантон, Тусса и Однж, является более аграрным и здесь расположено мало устричных хозяйств. Это не относится к Андернос-ле-Бен, поскольку из-за массового туризма в этом порту также хорошо развит устричный промысел.
Песчаная коса Кап-Ферре является витриной устричного дела во всём Аркашонском заливе. Вдоль всего берега расположены живописные пристани, среди которых Малый и Большой Пике, а также Кап-Ферре. Из-за большого числа туристов на этой косе, сбор устриц имеет тут явно выраженный ремесленный характер.